# Вангорд, Карин
Карин Бьорнсдоттер Вангорд (швед. Karin Björnsdotter Wanngård; род. 29 июня 1975, Экерё) — шведский политический деятель. Член Социал-демократической партии. Мэр Стокгольма с 17 октября 2022 года. Была мэром также в 2014—2018 годах. Депутат городского совета Стокгольма с 1994 года.

## Биография
Родилась 29 июня 1975 года в Экерё в лене Стокгольм.
В 1994 окончила гимназию.
С 1994 года работала в профсоюзе транспортников, с 1997 года — в профсоюзе работников графики и средств массовой информации (ныне профсоюз работников лесной, деревообрабатывающей и полиграфической промышленности GS), с 2000 года — в больнице коммуны Дандерюд, с 2007—2011 годах — в Hewlett-Packard.
По результатам муниципальных выборов 1994 года избрана депутатом городского совета Стокгольма. С 2011 года — лидер социал-демократов в коммуне Стокгольм, лидер оппозиции до 2014 года. После муниципальных выборов 2014 года сформировала коалицию из социал-демократов, Партии зелёных, Левой партии и Феминистской инициативы, получила большинство в совете и 20 октября стала мэром Стокгольма.
В 2018—2022 гг. была лидером оппозиции в городском совете.
После муниципальных выборов 2022 года сформировала красно-зелёную коалицию из социал-демократов, зелёных и левых. 17 октября снова стала мэром Стокгольма.

## Личная жизнь
В разводе. Бывший муж — К-Г Вангорд (K-G Wanngård; род. 1956). У пары двое детей.